# Lucas Neill
Lucas Edward Neill (født 9. marts 1978 i Sydney, Australien) er en australsk fodboldspiller, der spiller som forsvarsspiller. I sin mest succesfulde tid som fodboldspiller i Blackburn Rovers var Neill med til sikre holdet triumf i Liga Cuppen tilbage i 2002. Han har desuden spillet for Everton F.C., West Ham United og Millwall F.C.

## Landshold
Neill står (pr. 9. december 2013) noteret for hele 96 kampe for Australiens landshold, som han debuterede for i oktober 1996 i et opgør mod Saudi-Arabien. Han repræsenterede i 2006 sit land til VM i Tyskland, samt ved VM i 2010 i Sydafrika.

## Titler
Liga Cup
- 2002 med Blackburn Rovers